# Okręg wyborczy Wexford County
Okręg wyborczy Wexford County powstał w 1801 r. i wysyłał do brytyjskiej Izby Gmin dwóch deputowanych. Okręg obejmował większą część irlandzkiego hrabstwa Wexford. Okręg został zniesiony w 1885 r.

## Deputowani do brytyjskiej Izby Gmin z okręgu Wexford County
- 1801–1806: John Loftus, wicehrabia Loftus
- 1801–1806: Abel Ram
- 1806–1806: Caesar Colclough
- 1806–1807: John Colclough
- 1806–1807: Robert Carew
- 1807–1812: Abel Ram
- 1807–1812: William Congreve Alcock
- 1812–1830: Robert Carew
- 1812–1818: Frederick Flood
- 1818–1820: Caesar Colclough
- 1820–1830: James Stopford, wicehrabia Stopford
- 1830–1831: Arthur Chichester
- 1830–1831: George Annesley, wicehrabia Valentia
- 1831–1835: Henry Lambert
- 1831–1834: Robert Carew
- 1834–1835: Cadwallader Waddy
- 1835–1841: John Maher
- 1835–1847: James Power
- 1841–1847: Villiers Francis Hatton
- 1847–1852: James Fagan
- 1847–1852: Hamilton Morgan
- 1852–1865: Patrick McMahon
- 1852–1857: John George
- 1857–1859: John Hatchell
- 1859–1866: John George
- 1865–1868: James Power
- 1866–1868: Arthur MacMurrough Kavanagh
- 1868–1874: John Talbot Power
- 1868–1874: Matthew Peter D'Arcy
- 1874–1880: George Bowyer
- 1874–1880: Keyes O'Clery
- 1880–1885: John Barry
- 1880–1883: Garrett Michael Byrne
- 1883–1885: John Francis Small